# Абакелия, Тамара Григорьевна
Тама́ра Григо́рьевна Абаке́лия (груз. თამარ გრიგოლის ასული აბაკელია, 19 августа [1 сентября] 1905, Хони — 14 мая 1953, Тбилиси) — грузинский советский скульптор, театральная художница, график, художница-оформительница. Заслуженный деятель искусств Грузинской ССР (1942). 
Племянница известного врача и общественного деятеля Иосифа Абакелии (1882—1938).

## Биография
В 1924—1929 училась в Тбилисской академии художеств, где в это время преподавали Н. П. Канделаки, Е. Е. Лансере и Я. И. Николадзе. В области театрально-декорационной живописи начала работать под руководством К. А. Марджанишвили. В период с 1932 по 1934 художница Кутаисского театра имени Ладо Месхишвили. Член КПСС с 1942 года. Среди известных рисунков «Имеретинский мальчик» (1928), «Сбор граната» (1930), «Счастливая семья» (1936), «Винтаж» (1946, музей искусств Грузии, Тбилиси).
Похоронена в пантеоне Дидубе в Тбилиси.
Именем Тамары Абакелии названа улица в Тбилиси.

## Награды
Заслуженный деятель искусств Грузинской ССР (1942). Награждена орденом Трудового Красного Знамени.

## Скульптурные произведения

Памятник Лесе Украинке в Сурами

- 1936—1937 — Фриз на здании грузинского филиала Института марксизма-ленинизма, Проспект Руставели, Тбилиси
- 1952 — памятник Лесе Украинке, Сурами

## Графические работы

### Иллюстрации к книгам
- 1935 — к книге «Стихи о Кахетии» Н. Тихонова[5];
- 1936-37 — к «Витязю в тигровой шкуре» Ш. Руставели[6];
- 1939 — к армянскому героическому эпосу «Давид Сасунский»;
- 1947 — к произведениям Важа-Пшавела;
- 1949 — к книге «Стихи о Грузии» Н. Тихонова — (совм. с В. Авалиани)[7].

### Оформление спектаклей
В театре им. К. А. Марджанишвили:
- 1930 — «Коммуна в степи» по Кулишу (реж. Гогоберидзе)
- 1935 — «Шамиль» по Вакели (реж. Антадзе и Челидзе)
- 1947 — «Лали» по К. Каладзе (реж. Кушиташвили)
- 1953 — «Лали» по Каладзе (реж. Кушиташвили и Кобахидче)

В театре им. Ш. Руставели:
- 1938 — «Поладаури» по Шаншиашвили (реж. Церетели)
- 1944 — «Оленье ущелье» по Кадиашвили (реж. Васадзе)
- 1945 — «Хевисбери Гоча» по Казбеги (реж. Челидзе)

В театре оперы и балета имени З. П. Палиашвили:
- 1938 — «Малтаква» по Тактакишвили

### Оформление кинофильмов
- 1937 — Арсен
- 1942 — Георгий Саакадзе — художница по костюмам
- 1945 — Давид Гурамишвили — художница по костюмам